# Kastracija
Kastracija (poznata i kao škopljenje ili sterilizacija (krivi naziv)) je kirurški postupak odstranjivanja testisa ili jajnika (u kombinaciji s ili bez maternice). Može se primjenjivati i kod ljudi i kod životinja. Sprečava ćelavost i mutiranje (promjenu glasa u pubertetu). Osobe podvrgnute tom zahvatu zovu se kastrati ili eunusi. U siromašnim zemljama provodi se kao metoda kontracepcije.
Ne smije se miješati sa sterilizacijom, kako se često naziva kastracija kuja/mačaka.